# Fritz Eberhard
Pour les articles homonymes, voir Eberhard.
Fritz Eberhard, né le 2 octobre 1896 à Dresde et mort le 30 mars 1982 à Berlin, est un journaliste allemand, militant antifasciste et social-démocrate. Il a combattu dans la Résistance intérieure au nazisme. Il était membre de l'Internationaler Sozialistischer Kampfbund (ISK). Après la Seconde Guerre mondiale, Fritz Eberhard devint membre du Conseil parlementaire , précurseur du Bundestag, où il fut l'un des fondateurs de la constitution allemande moderne.

## Biographie
Fritz Eberhard est né sous le nom de "Helmut von Rauschenplat", une famille noble de Dresde qui remonte au Moyen Âge. En 1914, il a commencé à étudier les sciences politiques et l'économie, fréquentant les universités de Francfort-sur-le-Main, Heidelberg et Tübingen. Prenant trois ans, il fut mobilisé comme soldat de 1915 à 1918, durant la Première Guerre mondiale. Il a obtenu son doctorat en 1920. Pendant ce temps, il a développé ses idées sociales et politiques et est devenu un adepte des idées de Robert Wilbrandt et Leonard Nelson. En 1921, il rejoint l'Internationaler Sozialistischer Kampfbund. Il a également rejoint le Parti social-démocrate d'Allemagne en 192] et le Jungsozialisten, mais s'est retiré du SPD en 1924. Il a travaillé comme rédacteur en chef du journal de l'ISK, "Der Funke", où de 1932 à 1933, il était responsable de la rubrique de la politique économique. 
Résistance et exil
Après la prise du pouvoir par le parti nazi en 1933, Helmut von Rauschenplat est contraint à la clandestinité à cause d'un mandat d'arrestation et prend le nom de Fritz Eberhard. Il a commencé à diriger clandestinement l'ISK interdit en Allemagne en 1934 et a travaillé sur la construction d'un syndicat socialiste indépendant, l'Unabhängigen Sozialistischen Gewerkschaft. Il a également travaillé en étroite collaboration avec Hans Jahn et le groupe de résistance des chemins de fer organisé par la Fédération internationale des ouvriers du transport et il a maintenu le contact avec Willi Eichler et les dirigeants exilés de l'ISK à Londres. Durant cette période, il écrivit également des articles sous son pseudonyme pour le Stuttgarter Sonntagszeitung jusqu'à son interdiction en 1937. Entre 1934 et 1939, Eberhard a publié 71 articles dans le Sozialistische Warte  sous son nom de plume, Fritz Kempf  ou en abréviation, F.K . 
L'organisation clandestine de l'ISK fut écrasée par la Gestapo en 1937. Fritz Eberhard put fuir à Londres, mais entra en conflit avec Willi Eichler à propos de son plaidoyer en faveur d'une action directe contre l'Allemagne nazie. En conséquence, il quitta l'ISK en 1939, avec Hilde Meisel et Hans Lehnert. Il a travaillé ensuite comme journaliste pour plusieurs journaux. La même année, il écrivit  Wie kann man Hitler besiegen  (Comment vaincre Hitler) avec Hilda Monte. 
En avril 1945, Fritz Eberhard put retourner en Allemagne, avec l'aide du Bureau des services stratégiques. Il devient commentateur et conseiller du directeur des programmes américains de Radio Stuttgart. En octobre 1945, il a rejoint le Parti social-démocrate d'Allemagne et en 1946, il a été élu au Württemberg-Baden Landtag. En 1948-1949, il était membre du Parlamentarischer Rat, le Conseil parlementaire contribua à la rédaction de la constitution d'après-guerre. Fritz Eberhard a joué un rôle de premier plan pour garantir que le droit au statut d'objecteur de conscience soit inclus dans les nouvelles lois de la République fédérale d'Allemagne. 
De 1949 à 1958, il travaille au "Süddeutscher Rundfunk" en tant que directeur politique. À partir de 1961 jusqu'en 1968, il était le directeur et professeur honoraire à l'Institut für Publizistik à la Freie Universität Berlin. 
En 1956, il reçut le prix Adolf-Grimme.
En 1979, Fritz Eberhard et Axel Eggebrecht ont reçu la médaille Carl von Ossietzky.
Fritz Eberhard est mort à Berlin en 1982. Ses papiers personnels se trouvent aux archives de l'Institut d'histoire contemporaine de Munich.